# Kompania graniczna KOP „Dukszty”
Kompania graniczna KOP „Dukszty” – pododdział graniczny Korpusu Ochrony Pogranicza pełniąca służbę ochronną na granicy polsko-litewskiej.

## Geneza
Do czasu zakończenia wojny polsko-bolszewickiej, czyli do jesieni 1920, wschodnią granicę państwa polskiego wyznaczała linia frontu. Dopiero zarządzeniem z 6 listopada 1920 utworzono Kordon Graniczny Ministerstwa Spraw Wojskowych. W połowie stycznia 1921 zmodyfikowano formę ochrony granicy i rozpoczęto organizowanie Kordonu Granicznego Naczelnego Dowództwa WP. Obsadzony on miał być przez żandarmerię polową i oddziały wojskowe. Latem 1921 ochronę granicy wschodniej postanowiło powierzyć Batalionom Celnym. W Duksztach rozmieszczono dowództwo i pododdziały sztabowe 9 batalionu celnego. 
W drugiej połowie 1922 przeprowadzono kolejną reorganizację organów strzegących granicy wschodniej. 1 września 1922 bataliony celne przemianowano na bataliony Straży Granicznej. W rejonie odpowiedzialności przyszłej kompanii granicznej KOP „Dukszty” służbę graniczną pełniły pododdziały 9 batalionu Straży Granicznej. 
Już w następnym zlikwidowano Straż Graniczną, a z dniem 1 lipca 1923 pełnienie służby granicznej na wschodnich rubieżach powierzono Policji Państwowej. 
W sierpniu 1924 podjęto uchwałę o powołaniu Korpusu Ochrony Pogranicza – formacji zorganizowanej na wzór wojskowy, a będącej w etacie Ministerstwa Spraw Wewnętrznych.

## Formowanie i zmiany organizacyjne
W drugim etapie organizacji Korpusu Ochrony Pogranicza, w 1925 sformowano 20 batalion graniczny , a w jego składzie 1 kompanię graniczną KOP. W listopadzie 1936 kompania liczyła 2 oficerów, 7 podoficerów, 4 nadterminowych i 75 żołnierzy służby zasadniczej.
W 1939 1 kompania graniczna KOP „Dukszty” podlegała dowódcy batalionu KOP „Nowe Święciany”.

## Służba graniczna
Podstawową jednostką taktyczną Korpusu Ochrony Pogranicza przeznaczoną do pełnienia służby ochronnej był batalion graniczny. Odcinek batalionu dzielił się na pododcinki kompanii, a te z kolei na pododcinki strażnic, które były „zasadniczymi jednostkami pełniącymi służbę ochronną”, w sile półplutonu. Służba ochronna pełniona była systemem zmiennym, polegającym na stałym patrolowaniu strefy nadgranicznej i tyłowej, wystawianiu posterunków alarmowych, obserwacyjnych i kontrolnych stałych, patrolowaniu i organizowaniu zasadzek w miejscach rozpoznanych jako niebezpieczne, kontrolowaniu dokumentów i zatrzymywaniu osób podejrzanych, a także utrzymywaniu ścisłej łączności między oddziałami i władzami administracyjnymi. Miejscowość, w którym stacjonowała kompania graniczna, posiadała status garnizonu Korpusu Ochrony Pogranicza.
1 kompania graniczna „Dukszty” w 1934 ochraniała odcinek granicy państwowej szerokości 38 kilometrów 665 metrów.
Sąsiednie kompanie graniczne:
- 2 kompania graniczna KOP „Kozaczyzna” ⇔ 2 kompania graniczna KOP „Mieżany” – 1929[13], 1931[14] , 1932[15], 1934[16]
- 2 Kompania graniczna KOP „Ignalino” ⇔ 2 kompania graniczna KOP „Mieżany” – 1938[17]

## Struktura organizacyjna

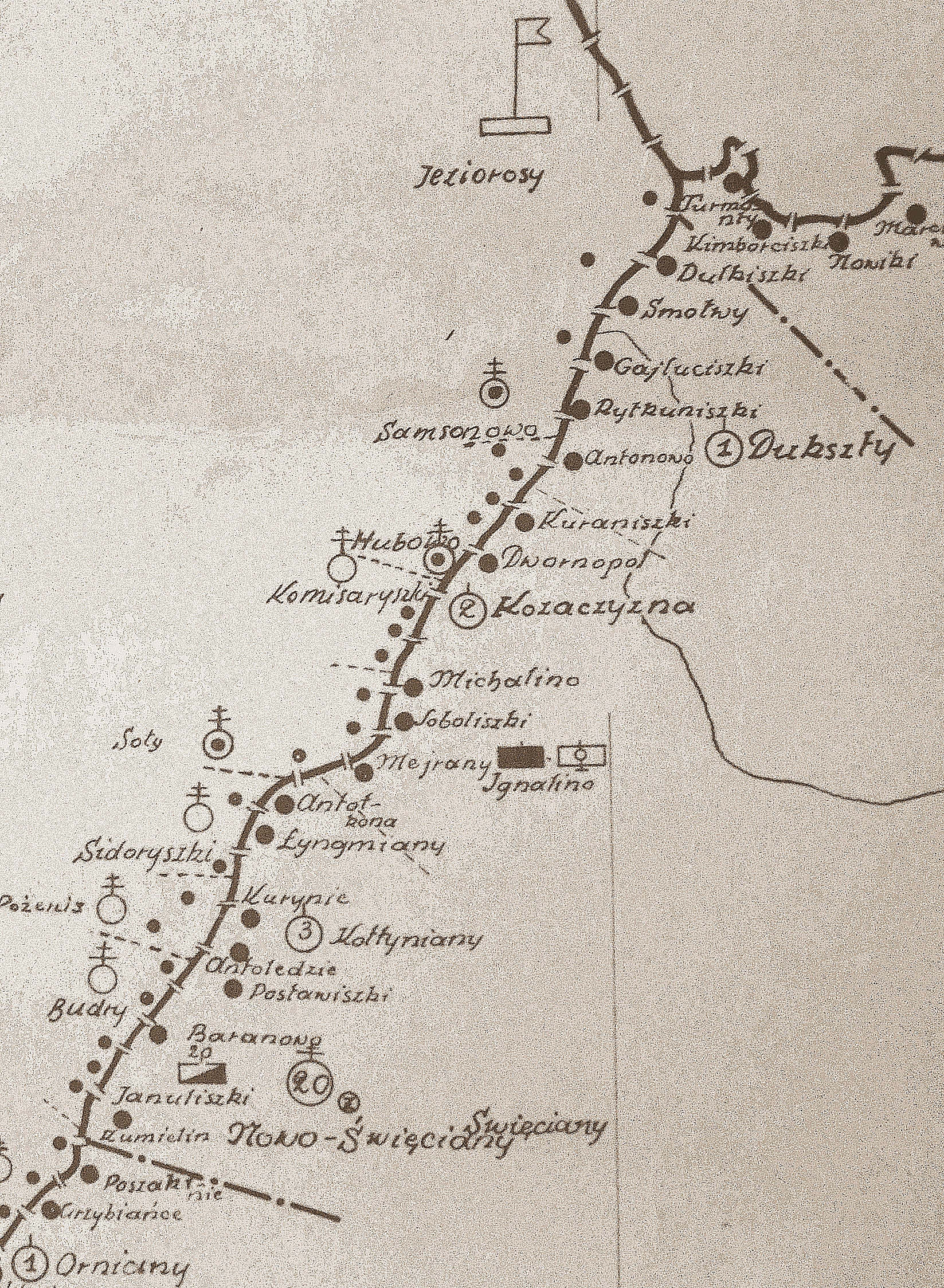
Rozmieszczenie batalionu KOP
„Nowe Świeciany” w 1931

Strażnice kompanii w 1929
- Strażnica KOP „Szymoniszki”
- strażnica KOP „Rytkuniszki”
- strażnica KOP „Gajluciszki”[b]
- strażnica KOP „Smołwy”
- strażnica KOP „Dulciszki”

Strażnice kompanii w latach 1931 – 1934 
- strażnica KOP „Antonowo”[d]
- strażnica KOP „Rytkuniszki”[e]
- strażnica KOP „Gajluciszki”[f]
- strażnica KOP „Smołwy”[g]
- strażnica KOP „Dulkiszki”[h]

Strażnice kompanii w 1938
- strażnica KOP „Antonowo”
- strażnica KOP „Samanta”
- strażnica KOP „Gajlutyszki”
- strażnica KOP „Smołwy”
- strażnica KOP „Dulkiszki”

Strażnice kompanii we wrześniu 1939
- strażnica KOP „Antonowo” (?)
- strażnica KOP „Dolkieszki”[i]
- strażnica KOP „Samanta” (była Rytkuniszki)
- strażnica KOP „Gajlutyszki”
- strażnica KOP „Smołwy”

## Dowódcy kompanii
- kpt. Kazimierz Rutkowski (był 30 IX 1928 − 14 XI 1928 → przeniesiony do 9 batalionu KOP)[19]
- kpt. Cezary Nowicki (15 XI 1928 − )[19]
- kpt. Leon Dyszyński (7 IV 1930 − )[19]
- kpt. Piotr Wasilewski (29 III 1934 − )[19]
- kpt. Andrzej Sośnierz ( - X 1938)[20]
- por. Tadeusz Furgał (X 1938 - VI 1939)[20]
- kpt. piech. Władysław Kabat[j] (VI 1939 − VIII 1939)[21]
- kpt. Paweł Trocki (IX 1939)[21]